# Dysphemismus
Dysphemismus, auch Kakophemismus, ist ein Fachbegriff aus der Sprachwissenschaft für einen sprachlichen Ausdruck, der über Personen, Dinge oder Sachverhalte eine (oft starke) negative Wertung beinhaltet oder negative Assoziationen zu diesen weckt. Er ist ein Antonym zu Euphemismus. Ähnlich dem Dysphemismus ist das Pejorativum.
Mit einem Dysphemismus wird das Bezeichnete – vielfach in drastischer Weise – herabgesetzt und Missachtung ausgedrückt. Oft wird besonders in der öffentlichen politischen Diskussion ein solcher abwertender Ausdruck bewusst anstelle eines wertneutralen verwendet. Beispiele: „Raubkopie“ für eine urheberrechtswidrige Vervielfältigung oder im politischen Bereich „Hartzer“ für Arbeitsloser oder „Wertewesten“ abwertend für die westlichen Werte bzw. für die Westliche Welt insgesamt.

## Herkunft
Das Wort Dysphemismus ist abgeleitet von der latinisierten Form von altgriechisch δυσφημία dysphēmía, deutsch ‚Worte von übler Vorbedeutung, Schmährede‘, und geht letztlich zurück auf das Präfix δυς-, die etwas Unglückliches bzw. Widriges bezeichnet (dies entspricht im Deutschen der Vorsilbe ‚miss-‘ bzw. ‚un-‘), sowie φημί phēmí ‚ich sage‘. Die mit κακός kakós gebildete Variante bedeutet ‚schlimm, übel, unglücklich‘.

## Dysphemismen in der öffentlichen Sprache
Im öffentlichen Sprachgebrauch wird der Dysphemismus – gleich wie sein semantisches Gegenstück, der Euphemismus – besonders in der politischen Rhetorik als Stilmittel eingesetzt. Während ein Euphemismus positive Begleitgefühle weckt und der aufwertenden Benennung von (in der Regel) eigenen Angelegenheiten dienlich ist, wird ein Dysphemismus zur bewussten Abwertung der gegnerischen Position herangezogen. Im Wettstreit der politischen Parteien kann es so bei brisanten Angelegenheiten zu dem Zustand kommen, dass zur Benennung ein und derselben Sache zwei semantisch widersprüchliche Ausdrücke zur Verfügung stehen. Als ein klassisches Beispiel dafür gilt die semantische Opposition bei der Bezeichnung für Rebellen gegen ein missliebig gehaltenes Herrschaftssystem: Während von Seiten der Machthaber höchst negativ konnotierte Wörter wie Terrorist, Verräter o. ä. zum Einsatz kommen, dienen aufwertende Ausdrücke wie Freiheitskämpfer, Widerstandskämpfer, bewaffnete Opposition o. ä. als Benennung derselben Personengruppe von Seiten der Aufbegehrenden. In Westdeutschland wurde in den 1970er Jahren die Rote Armee Fraktion von staatlicher/politischer Seite als „Baader-Meinhof-Bande“ bezeichnet. Menschen, die neutral von Baader-Meinhof-Gruppe sprachen, gerieten in Verdacht, Sympathisanten zu sein.
Ein Dysphemismus kann seine abwertende(n) Konnotation(en) im Lauf der Zeit weitgehend oder sogar ganz verlieren; er wird dann schwächer oder sogar wertneutral. Zum Beispiel wird der Begriff Skandal heute schwächer rezipiert als vor Jahrzehnten. Mittlerweile sind die Begriffe Skandal und Affäre zu etwa gleichwertigen Synonyma geworden.
Tritt ein solcher Fall eines Verlusts der negativen Nebenbedeutung ein und soll zur Bezeichnung des Gegenstands oder des Sachverhalts ein stark abwertender Ausdruck zum Einsatz kommen, so kann dies durch eine neue Bezeichnung geschehen. Ein solcher Vorgang wird – analog zum selben Prozess des Verlustes des positiven semantischen Gehalts bei einem Euphemismus, wo es Euphemismus-Tretmühle heißt – als Dysphemismus-Tretmühle bezeichnet.

## Unterschiede zu Pejorativ und Schimpfwort
Der Terminus Dysphemismus ist in seiner Bedeutung sehr ähnlich mit den Ausdrücken Pejorativ und Schimpfwort. Die Bedeutungen dieser drei Vokabeln überlappen sich teilweise, sodass öfter der eine Ausdruck synonym für einen anderen gebraucht wird. Dennoch bestehen gewisse Unterschiede:
Ein Pejorativ ist in der Sprachwissenschaft eine herabwürdigende Bezeichnung allgemein. Dieser Terminus benennt die Sache aus der Sicht der Wortschatzuntersuchungen und der Wortbildung. (So werden beispielsweise sogenannte Pejorativsuffixe beschrieben, mittels derer Wörter quasi „automatisch“ einen negativen Gehalt bekommen.) Demzufolge sind mit Pejorativ auch Schimpfwörter gemeint. Mit dem Wort Dysphemismus hingegen wird die Sache mehr aus der Sicht der Pragmatik betrachtet, und die Sprechhandlung selbst – also das Abwerten einer Person oder Angelegenheit – steht eher im Vordergrund als die Beschaffenheit des Wortes.
Oft werden auch die Ausdrücke Dysphemismus und Schimpfwort gleichgesetzt. Schimpfwörter sind mehrheitlich auf Personen bezogen und sind zum Teil im Wortschatz als fixer Bestand vorhanden (so z. B. allerlei Tiernamen wie Ochse, Kuh oder Ziege für jedwede Person oder – vorwiegend in Deutschland – Bulle für einen Polizisten, ebenso Wörter aus dem sexuellen oder Fäkalbereich u. a. m.). Was hingegen als Dysphemismus gilt, ist oft sehr von der aktuellen Redesituation und von der Redeabsicht abhängig. Bereits bestehende, an sich neutrale Ausdrücke können situationsbedingt zu Dysphemismen werden. So entstand beispielsweise erst mit der entsprechenden technischen Entwicklung die dysphemistische Bezeichnung Raubkopie (sowie die dazugehörigen Ableitungen Raubkopierer und raubkopieren) für eine urheberrechtlich nicht erlaubte Kopie von digitalen Datenträgern: Mit dem Verwenden des Wortes Raub wird nach der Absicht gehandelt, der Sache und ihrem Zustandekommen einen kriminellen Charakter zuzuschreiben. Gleichzeitig wird damit das Wort Raubkopie nur für diese eine Sache einsetzbar. Mit einem bestimmten Schimpfwort hingegen kann nicht nur auf eine bestimmte einzelne Person Bezug genommen werden, sondern es ist auf eine ganze spezifische Gruppe von Personen (alle Frauen, alle Polizisten etc.) anwendbar.

## Vermeintlich ähnlicher Vorgang: Pejoration
Der bewusste Einsatz von Dysphemismen und der gegebenenfalls im Laufe der Zeit damit einhergehende Verlust der negativen Konnotationen eines sprachlichen Ausdrucks ist nicht zu verwechseln mit dem Prozess der sogenannten Pejoration (auch: Pejorisierung). Die Pejorisierung ist eine scheinbar „von selbst“ vor sich gehende Verschlechterung der Bedeutung eines Wortes über die Zeit. (Als typische Beispiele gelten die Wörter Weib und Pfaffe, die früher wertneutral waren, heute aber in den meisten Fällen und unabhängig von der augenblicklichen Lage als herabwürdigende Bezeichnungen gelten.) Ein Dysphemismus hingegen stellt eine beabsichtigte „Verschlechterung“ einer Person oder Sache dar und benötigt keine bestimmte Zeitspanne, innerhalb der die Wirkung eintritt.

## Bildung von Dysphemismen
Was von den Angehörigen einer Sprechergemeinschaft als Dysphemismus gewertet wird, hängt von unterschiedlichen sprachlichen und außersprachlichen Faktoren ab. Da auf sprachlicher Ebene die Ausdrücke Dysphemismus und Schimpfwort in weiten Teilen bedeutungsgleich sind, werden oft bestimmte Wortbildungsmechanismen, die für Schimpfwörter typisch sind, auch zur Beschreibung von Dysphemismen herangezogen. Solche typische sprachliche Strategien sind etwa:
- das Verwenden von Wörtern, die von sich aus schon eine negative Bedeutung aufweisen, so beispielsweise
  - Regime und Machthaber für Regierung
  - zusammenrotten für sich versammeln
  - paktieren und kollaborieren für zusammenarbeiten
  - Schmarotzer oder Parasit für eine (auch nur vermeintlich) wirtschaftlich unselbständige Person
  - Querulant für einen sich aktiv einbringenden Oppositionspolitiker oder engagierten Bürger
  - Drahtzieher und Hintermänner für Verantwortliche.

- das Verbinden eines Wortes mit einem anderen, das bereits von sich aus eine negative Bedeutung hat; so z. B. mit Drecks- wie in Dreckskerl. Als besonders ausdrucksstark wird dabei die Kombination aus einem abwertenden Ausdruck mit einem sehr hochwertig konnotierten Wort empfunden. Ein solches ist etwa der aus politisch rechtsextremen Kreisen stammende Terminus Volksschädling, bei dem das Wort Volk einen hohen ideologischen Gehalt hat, sodass Schädling als besonders krasses Störelement erlebt wird.

- das Bilden von Neologismen, die zwar auch mittels Zusammensetzung von bereits bestehenden Wörtern entstehen können, wobei aber die dazu verwendeten Wörter auch konnotationsfrei oder wertneutral sein können; so etwa in
  - Holzklasse für die (heutzutage nur noch selten mit Holzbänken ausgestattete) unkomfortabelste Beförderungsklasse in öffentlichen Verkehrsmitteln,
  - Wirtschaftsflüchtling für eine Person, die nicht aus Gründen politischer Verfolgung oder wegen Hungersnot oder Kriegsgeschehen ihr Heimatland verlässt und damit nicht zu gesetzlichem Asyl berechtigt ist.

- der Einsatz von Diminutiv-Suffixen, wie etwa in Jüngelchen, Freundchen oder frömmeln. Da aber Verkleinerungssilben gleichzeitig die gegenteilige positive Bedeutung des Liebkosens aufweisen (Schwesterchen, Omilein), wird in solchen Ausdrücken der Akt der Abwertung gleichzeitig wieder zu einem gewissen Grad zurückgenommen und das Wort in seiner Ausdruckskraft entschärft.[5]

- Umdeuten von Einzelwörtern oder von Wörtern, die als Bestandteile einer Komposition erscheinen. Im Zuge dieser Strategie wird einem bereits bestehenden Ausdruck eine neue Bedeutung zugewiesen, so beispielsweise in
  - Schlepper für einen Fluchthelfer und
  - Schutzwaffe für eine passive Schutzausrüstung wie Schilde, Helme und Polster von Demonstranten.

- Benutzen von Ethnophaulismen (abwertende Bezeichnungen für ein Volk) und andere Bezugnahmen auf die Volkszugehörigkeit, so z. B. in Form von
  - Verwendung des Volksnamens selbst in abwertender Weise mit zusätzlicher Anwendung auf andere Völker wie etwa bei Kanake,
  - Verballhornung von Volksnamen oder von Bezeichnungen für die Volkszugehörigkeit wie z. B. bei Kümmeltürke für einen Türken, Itaker für Italiener und Polacken für Polen,
  - Verwenden eines Wortelements aus einer anderen Sprache, das für diese typisch ist, wie etwa in (österreichisch) Tschusch (unter Verwendung von čuješ oder ćuš, zwei häufig verwendete Wörter im Serbokroatischen) oder wie (hauptsächlich in Deutschland) in Radikalinski für Radikaler. Bei letzterem Wort liegt derselbe Effekt vor wie auch bei Verkleinerungssilben: Ein abwertendes Moment (radikal) wird verbunden mit einem scherzhaft zu verstehenden Wortteil, hier eben einem fremdsprachlichen (-inski als Endung von slawischen Familiennamen), und bewirkt so eine Abschwächung des verbalen Angriffs.